# 498
Évszázadok: 4. század – 5. század – 6. század
Évtizedek: 440-es évek – 450-es évek – 460-as évek – 470-es évek – 480-as évek – 490-es évek – 500-as évek – 510-es évek – 520-as évek – 530-as évek – 540-es évek
Évek: 493 – 494 – 495 – 496 –  497 – 498 – 499 – 500 – 501 – 502 – 503

## Események

### Európa
- I. Anasztasziosz bizánci császár megreformálja az adó-és pénzrendszert. Háromfokozatú aranypénz- és ötfokozatú rézpénzrendszert vezet be és eltörli a kereskedelemre kivetett khrüszargüron adót.
- Meghal II. Anastasius pápa. A püspökök egy része Symmachust választja utódjául, míg egy bizáncpárti frakció Laurentiust emeli a római egyház élére. A felek az egyébként ariánus vallású, osztrogót Theoderichez, Itália kormányzójához fordulnak, aki a felszentelés korábbi időpontja és támogatóinak száma miatt Symmachust ítéli jogos pápának.[1]

### Perzsia
- Az elűzött I. Kavád, aki a heftalita hunoknál keresett menedéket és feleségül vette királyuk lányát, 30 ezres sereggel visszatér Perzsiába és jelentősebb ellenállás nélkül bevonul a fővárosba. Öccse, Dzsamaszb megadja magát és Kavád életben hagyja, csak néhány ellene konspiráló főurat végeztet ki.

### Kína
- A Déli Csi államban Vang Csing-cö hadvezér, aki attól tart hogy az uralkodó ki akarja végeztetni, fellázad Ming császár ellen. A császár az udvarba rendeli a dinasztia összes hercegét, hogy kivégeztesse őket, de azok meggyőzik, hogy nem támogatják a felkelést. Röviddel később Vang Csing-cö elesik egy csatában és a lázadás véget ér. Három hónappal később Ming meghal és 15 éves fia, Hsziao Pao-csüan követi a trónon. Az ifjú császárról hamarosan kiderül, hogy nem érdeklik az államügyek, inkább a szórakozásoknak hódol.
- Északi Vej császára, Hsziaoven azzal az ürüggyel, hogy nem akarja támadni a császárát gyászoló országot, visszavonja csapatait Déli Csiből (a tényleges okok inkább az eldöntetlenül végződő csaták, a belpolitikai válság és Hsziaoven megrendült egészsége lehettek).

### Japán
- Meghal Ninken császár és 9 éves fia, Burecu követi a trónon.

## Születések
- Szent Kevin, az írországi Glenadalough apátja

## Halálozások
- április 17. – II. Anastasius, római pápa[1]
- Csi Ming-ti, Déli Csi császára
- Ninken, japán császár

## Fordítás
- Ez a szócikk részben vagy egészben  a(z)   498 című angol Wikipédia-szócikk ezen változatának fordításán alapul.  Az eredeti cikk szerkesztőit annak laptörténete sorolja fel. Ez a jelzés csupán a megfogalmazás eredetét és a szerzői jogokat jelzi, nem szolgál a cikkben szereplő információk forrásmegjelöléseként.